# Diasemia
Diasemia là một chi bướm đêm thuộc họ Crambidae.
Các loài gồm:
- Diasemia accalis (Walker, 1859)
- Diasemia completalis Walker, [1866]
- Diasemia reticularis

Junior synonym của Diasemia có:
- Diasema (lapsus)
- Goniogramma Mann, 1854
- Prodelia Doubleday, [1849]